# Erika Heynatz
Erika Heynatz (Puerto Moresby, 25 de marzo de 1975) es una presentadora, modelo y actriz australiana, más conocida por presentar las dos primeras temporadas del programa Australia's Next Top Model.

## Biografía
El 8 de marzo de 2007 se casó con Andrew Kingston. El 27 de junio de 2015 la pareja anunció que estaban esperando a su primer bebé juntos. La pareja le dio la bienvenida a su primer bebé Charlie Kingston, el 9 de diciembre de 2015.

## Carrera
Apareció en un comerciales de "Mitsubishi" y en "Gillette".
Erika ganó junto a su compañero el cantante de ópera David Hobson el programa de canto "It Takes Two".
En el 2002 apareció como invitada en la popular serie de ciencia ficción Farscape donde interpretó a Caroline Wallace, la exnovia de John Crichton.
En el 2003 se unió al elenco principal de la película Mermaids donde interpretó a Diana, una sirena.
En el 2005 se unió al programa de modelaje Australia's Next Top Model donde fue la presentadora y jurado durante las dos primeras temporadas temporada.
En el 2007 apareció en la película Gabriel donde interpretó a Lilith, una de los caídos que tiene un fuerte odio hacia los hombres.
El 25 de junio de 2015 Erika se unió al elenco recurrente de la popular serie australiana Home and Away donde interpretó a la problemática Charlotte King, hasta el 9 de diciembre de 2015 después de que su personaje recibiera un disparo y muriera.

## Filmografía

### Series de televisión
| Año         | Título        | Personaje        | Notas                     |
| ----------- | ------------- | ---------------- | ------------------------- |
| 2015        | Home and Away | Charlotte King   | 41 episodios              |
| 2002 - 2003 | Farscape      | Caroline Wallace | 2 episodios               |
| 2001        | Crash Palace  | Katrina          | episodio # 1.17           |
| 2001        | Head Start    | Invitada         | episodio "New Beginnings" |

### Películas
| Año  | Título                 | Personaje | Notas |
| ---- | ---------------------- | --------- | --- |
| 2007 | Gabriel                | Lilith    | junto a Andy Whitfield, Dwaine Stevenson, Samantha Noble, Michael Piccirilli y Jack Campbell                    |
| 2006 | Voodoo Lagoon          | Penny     | junto a Ashley Hamilton, John Noble, Lara Cox, Lincoln Lewis, Natalie Blair y Beau Brady                        |
| 2003 | Mermaids               | Diana     | junto a Serah D'Laine, Nikita Ager, Daniel Frederiksen, Genevieve Lemon, Brittany Byrnes y Holly Brisley        |
| 2003 | George of the Jungle 2 | Kowalski  | junto a Christopher Showerman, Julie Benz, Angus T. Jones, Thomas Haden Church, Christina Pickles y John Cleese |
| 2002 | Heroes' Mountain       | Nicola    | junto a Craig McLachlan, Anthony Hayes, Nadine Garner, Andy Anderson y Andrew McFarlane                         |

### Videojuegos
| Año  | Título     | Personaje      | Notas                           |
| ---- | ---------- | -------------- | ------------------------------- |
| 2011 | L.A. Noire | Elsa Lichtmann | prestó su voz para el personaje |

### Presentadora
| Año         | Título                     | Notas                                                     |
| ----------- | -------------------------- | --------------------------------------------------------- |
| 2008        | It Takes Two               | 10 episodios - co-presentadora                            |
| 2007        | Australia's Next Top Model | episodio "The Girls Who Went Down Under" - jueza invitada |
| 2005 - 2006 | Australia's Next Top Model | 19 episodios - presentadora                               |
| 2004        | The Hothouse               | presentadora                                              |
| 2002        | Body and Soul              | presentadora                                              |
| 2000        | Playboy: Girls Down Under  | presentadora                                              |

### Teatro
| Año  | Obra                        | Personaje      | Director       | Teatro        | Notas                                                              |
| ---- | --------------------------- | -------------- | -------------- | ------------- | ------------------------------------------------------------------ |
| 2012 | Legally Blonde: The Musical | Brooke Wyndham | Jerry Mitchell | Lyric Theatre | junto a Lucy Durack, Cameron Daddo, Helen Dallimore y David Harris |

## Premios y nominaciones
| Año  | Categoría                  | Premio      | Programa                   | Resultado |
| ---- | -------------------------- | ----------- | -------------------------- | --------- |
| 2008 | Favourite Female Presenter | ASTRA Award | Australia's Next Top Model | Ganadora  |